# Abacetus kandaharensis
Abacetus kandaharensis là một loài bọ chân chạy thuộc phân họ Pterostichinae. Loài này được Jedlicka mô tả lần đầu năm 1956.